# 史其特足球會
史其特足球會（Skeid Fotball）是一家位於挪威首都奧斯陸的足球會，成立於1915年。史其特成立初期參加次級聯賽，1938年首次升上頂級聯賽，1966年首次奪得首個挪威頂級聯賽冠軍，亦是目前唯一一個頂級聯賽冠軍。史其特亦曾經八次奪得挪威盃冠軍。最近一次參加頂級聯賽是在1999年。

## 榮譽
- 挪威超級足球聯賽:
  -  冠軍 (1):1966
  -  亞軍 (5): 1938–39, 1952–53, 1953–54, 1957–58, 1967
- 挪威盃:
  -  冠軍 (8):1947, 1954, 1955, 1956, 1958, 1963, 1965, 1974
  -  亞軍 (3): 1939, 1940, 1949

## 外部連結
- Skeid.no （页面存档备份，存于） 球會官方網站